# جرج هاروی (ورزشکار)
جرج هاروی (انگلیسی: George Harvey; ۹ ژانویهٔ ۱۸۷۸ – ۶ اکتبر ۱۹۶۰) ورزشکار ورزش تیراندازی اهل آفریقای جنوبی بود.
وی در مسابقات کشوری و بین‌المللی در مجموع برندهٔ ۱ مدال نقره شده‌است.